# Аполинарий Васнецов
Аполина̀рий Миха̀йлович Васнецо̀в (на руски: Аполлинарий Михайлович Васнецов) е руски исторически живопис, пейзажист, акварелист, график, член на организацията на Передвижниците, прославил се с картините си за стара Москва. Забележителен майстор на историческия и епичен пейзаж, той написва и няколко научни работи по теория на изкуството, история и археология. Брат е на художника Виктор Васнецов.

## Детство
Аполинарий Васнецов е роден на 25 юли/6 август 1856 г. в село Рябово, близо до град Вятка (днес Киров), в многодетното семейство на свещеник. Бащата е интелигентен и начетен човек, който се интересува от естествени науки и астрономия и рисува добре. Влиянието му върху формирането на характерите и интересите на децата е голямо. Успява до им предаде своята любов към природата, развива наблюдателността им и поощрява интересите им. Детските години на момчето обаче са помрачени от голяма мъка – през 1866 г. умира майка му, а 4 години по-късно и баща му. На 13 години бъдещият художник остава кръгъл сирак. Аполинарий получава първото си образование във Вятското духовно училище.
Виктор е 8 години по-голям от брат си и вече учи в Императорската художествена академия. Когато се връща за погребението на баща им, вижда рисунките на Аполинарий и разбира, че в семейството расте още един художник. Затова изпраща брат си във Вятка, да учи при полския художник Елвиро Андриоли, който е изпратен в града заради участието си във въстанието от 1863 г. Учителят е с подчертано прогресивни възгледи, което оказва влияние върху демократичните схващания на Васнецов.

## Младост
През 1872 г., след завършване на духовното училище и по настояване на Виктор, заминава при него в Санкт Петербург. През първите три години, под ръководството на брат си, се готви активно за постъпване в Императорската художествена академия. Рисува много, запознава се с Иля Репин, Марк Антоколски, Василий Максимов и други художници. Натрупва знания, проявява сериозен интерес към литературата, историята и естествознанието. Най-голямо влияние върху формирането му като художник оказват пейзажистите Иван Шишкин, Архип Куинджи и Василий Поленов. В началото на кариерата си понякога даже е упрекван, че подражава на офортите на Шишкин.
Между другото, дотолкова се увлича по геологията, че решава да постъпи в Геологическия институт. Брат му обаче се противопоставя решително и го разубеждава, но интересът към тази наука се запазва в него през целия му живот.
През 1875 г. Аполинарий се връща във Вятка за да държи изпит за курс в реалното училище, с който впоследствие има право да се запише в Академията. Там обаче се увлича по народническите идеи, ангажира се със съхранение на нелегална литература и се отказва да замине за Петербург. Вместо това държи изпит, след който му е присъдено званието народен учител и започва работа в село Бистрица, Орловска губерния. Скоро обаче се разочарова от идеалите на народниците, като се убеждава от собствен опит в несъстоятелността на позициите им. От този период е запазена една любопитна негова рисунка – „Идеалното село на бъдещето“. В този период прави гравюри на дърво за известния петербургски издател Флорентий Павленков.
През 1878 г., заедно с младата си жена Александра Рязанцева, заминава за Москва при брат си. Оттогава Аполинарий окончателно се посвещава на живописта и графиката. Известно време работи в Киев и след това отново се връща в Москва.
В столицата редовно посещава вечерите на семейство Мамонтови, където се сближава с групата млади и талантливи представители на интелигенцията, оставили следа в руската култура. През лятото се събират в Абрамцево, а през зимата – в московския дом на семейството. Голямо влияние върху върху живописта му оказват приятелите на брат му Виктор, които присъстват на тези събирания – Николай Неврев, Василий Поленов, Иля Репин, Валентин Серов, Константин Коровин, Николай Кузнецов, Михаил Нестеров, Василий Суриков и други. Репин даже изобразява начинаещия художник между певците в картината си „Религиозно шествие в Курска губерния“, а Нестеров го включва в етюд към платното си „Младостта на преподобния Сергий“.
Абрамцево играе сериозна роля в развитието на руската култура. С него е свързано и началото на театралната дейност на Константин Станиславски и Фьодор Шаляпин. Там Аполинарий рисува няколко етюда – „Имението“, „Горски бряг“, „Горска пътечка“ и други. От 1883 г. започва редовно да показва работите си на изложбите на Передвижниците, а 5 години по-късно е приет в организацията.

## Зрелост
През 1885 – 1886 Аполинарий предприема пътуване в Северна и Южна Русия, обикаля Урал, Кавказ, Украйна, Казахстан. Семейство Васнецови пази карта на Русия, върху която, с червен молив, художникът е отбелязал над 100 пункта, в които е рисувал етюди и картини – Урал, Сибир, Крим, Кавказ, крайбрежието на Финския залив и много други.
През 1898 г. Васнецов заминава зад граница. Посещава Франция, Италия, Германия, запознава се с изкуството на тези страни и рисува много етюди, особено в Рим и околностите му. В Париж изучава новите маниери в техниката на живописта.
Аполинарий Васнецов е сред основателите на Съюза на руските художници през 1903 г. Често публикува в печата статии по въпроса за запазване на историческите паметници и теория на художественото творчество. Участва в различни научни организации и комисии и заема видно място в културния живот на столицата. От детските си години се интересува от звездното небе, по-късно става член-учредител на Московското общество на любителите астрономи и активно участва в дейността му.
Задълбочената му работа над историята на Москва го сближава с историци и археолози и той става член на Комисията по охрана на древните паметници към Московското археологическо общество. През 1906 г., заради активната си и плодотворна работа, художникът е приет за действителен член на Московското археологическо общество. Освен това е един от най-активните членове на организацията „Стара Москва“ и лично участва в археологически разкопки. Дори в последните си години не пропуска възможността да изучава градската история, като се спуска в шахти и котловани на строящото се метро.
Разцветът на творчеството на художника се случва в края на 19 и началото на 20 век. На 30 октомври 1900 г. Императорската художествена академия присвоява на Васнецов званието академик „за известност на художественото поприще“, а 3 години по-късно е избран и за неин действителен член.
През 1908 г. завършва книгата си „Художество (опит за анализ на понятията, определящи изкуството на живописта)“. Тя се състои от две части – „Тезиси на живописта“ и „Тезиси на живописта в съвременните ѝ проявления“. В първата авторът разглежда във философско-естетически аспект основните компоненти на живописта и тяхното взаимно и свързано влияние. Втората част е посветена на състоянието на съвременното изкуство и пътя за неговото развитие.
Васнецов се занимава активно и с разнообразна обществена дейност. През 1910 г., заедно с братята си Виктор и Аркадий, подпомага създаването на Художествено-исторически музей във Вятка. Планирано е основният му фонд да се създаде от картини, дарени от различни художници. Аполинарий се обръща с молба към приятели и познати колеги да отделят от своите произведения за музея. Благодарение на неговата активност, много от тях подаряват по няколко от своите творби. Откриването на музея става през същата година с 37 живописни платна и една скулптура.

## Последни години
Последните си години Васнецов прекарва във времето на революционни преобразувания в руското общество. Произхождащият от селска среда интелигент, разбиращ необходимостта от социални промени, вярващ, че Русия преживява „велик исторически момент“, се оказва пред лицето на такъв катаклизъм, който унищожава миналото и всичко, което е било преди 1917 г. В това минало остава цялата сила на руската природа и руския народ, вековните традиции, които цени, вярата и религията и художникът не разбира отричането на всичко, постигнато дотогава. Студът и гладът в Москва, „червеният терор“, атеистичната кампания против църквата, разрушените исторически паметници и ограбените религиозни светини унищожават вярата на художника в доброто бъдеще.
През 1918 г. Васнецов е изгонен от Московското училище за живопис, скулптура и архитектура, където преподава дотогава. Живописецът не унизява себе си с приспособленство и угодничество към новата власт и продължава да живее със своите морални ценности. Негови съвременници твърдят, че той е единственият художник, възпротивил се публично на разрушаването на катедралния храм „Христос Спасител“ в Москва.
Убежище и спасение за твореца става все същата Москва и любовта му към нея. Той продължава да рисува, занимава се с археологически разкопки, създава цял цикъл от графики, посветени на историята на града, спомня си за детството в серията акварели „Моята родина“, пише автобиографията си и дори се опитва да създаде голям монументален пейзаж, но не успява да го завърши. Аполинарий Васнецов умира в Москва, на 23 януари 1933 г. на 76-годишна възраст. Погребан е във Веденското гробище до брат си Виктор.

## Творчество
Аполинарий не е така известен като Виктор, не получава систематично художествено образование, но притежава самобитно дарование. Учи се от общуването и съвместната работа с големи руски художници – брат му Виктор, Иля Репин, Василий Поленов и други. Под въздействие на Поленов творбите му стават по-ярки и цветни, а Репин отделя голямо внимание на развитието и усъвършенстването на живописта му. Творческият метод, който младият художник запазва през целия си живот, е близък до този на Куинджи. За да създаде една картина, рисува много етюди, на основата на които след това изгражда обобщен образ.
В ранните творби на Васнецов от 1880-те, ясно се забелязва тяхното влияние. Художникът се стреми към обобщаване на образите и изразява дълбоката си привързаност към природата на Русия. Най-добрата му творба от този период е пейзажът „Родина“ (1886). Много години по-късно, през 1905, под влияние на тази творба, пейзажистът-передвижник Николай Дубовской прави свой вариант на картината. Аполинарий се превръща в зрял и оригинален майстор, когато в творбите си се обръща към познатия му от детството Руски север. Влиза в историята като майстор на монументално-епическия пейзаж, възпял природата на Урал и Сибир, и като един от създателите на историко-битовия жанр, посветен на останалата в миналото древна Москва.
По определение на художествения критик Владимир Стасов, около 1900 г. Аполинарий се превръща в известен художник. Картините му се ползват с голям успех сред публиката, а около 10 негови произведения са купени от Павел Третяков за неговата галерия.

### Пейзажи
След като се премества в Москва, Аполинарий започва усилено да рисува. Едни от първите му произведения там са посветени на природата около Вятка – „Вятски пейзаж“ (1879), „Пчелин“, „Старият път“. Те малко се отличават от ранната му живопис, цветовете още са глухи, а маниерът на рисуване еднообразен.
При гостуването си в Абрамцево започва да рисува малки етюди с изображения на облаци. Многократно запечатва на платно тяхната постоянно меняща се форма, осветяването им, характера, формата и цветовата гама. Той винаги приема небето като един от най-важните елементи на пейзажа. В мемориалната къща-музей на художника са представени над 30 внимателно изработени етюди на небето и облаците.
Художникът бързо съумява да създаде свой почерк, а развитието му ясно си личи в етюдите, работени през 1880-те – „Ахтирка близо до Абрамцево“ (1880), „Брегът на залива. Териоки“ (1881), „Млада ръж“, „Летен ден“, „Облаци. Етюд“ и други.
През 1883 г. представя на изложба на Передвижниците картината си „Сив ден“, етюдите за която рисува в Териоки (днес Зеленогорск), на брега на Финския залив. Павел Третяков веднага я купува, а младият художник приема това като голяма творческа победа и набира все по-голяма известност като майстор пейзажист. През 1888 рисува картината „Днепър пред буря“, която става повода за приемането му в организацията на Передвижниците. Следват „Родина“ и „След дъжд“, които са много сходни като тема, съдържание, размер и живописен маниер. През 1889 г. създава платното „Здрач“, което самият художник счита за една от най-добрите си работи.
Интересът му към нощното небе, звездите и слънчевите затъмнения е отразен в картините „Слънчево затъмнение над река Вятка“ (1887), „Издигаща се над Феодосия лунна сянка“ (1914), „Слънчева корона. Пълно слънчево затъмнение в Крим“ (1914). Като художник го интересува смяната на цветовете при това необикновено природно явление, която изразява в статията си „Сияещ пръстен във време на пълно слънчево затъмнение“, публикувана през 1914 г.
През 1890-те и 1900-те темата за руския Север започва все по-често да се появява в творбите на художниците. Към нея се обръщат Константин Коровин, Валентин Серов, Исак Левитан, Иля Остроухов и много други. Със суровата си, самобитна мощ северните пейзажи, без присъствието на хора, привличат и Аполинарий. Тогава той създава най-добрите си творби – „Тайга в Урал. Синята планина.“ (1891), голямото монументално платно „Сибир“ (1894), „Кама“ (1895), „Северен край“ (1899), „Езеро“ (1902), „Нощ на езерото“ (1905), „Из спомените за Урал“ (1907), „Безмълвието на северната нощ“ (1911) и други. Под впечатление от пътуването си в Южен Урал рисува „Планинско езеро. Урал“ (1892) и „Езеро в планинска Башкирия. Урал“ (1895). Композицията и на двете е много сходна – асиметричната лява част контрастира с езерното огледало, а добавената пътечка все пак говори и за човешко присъствие.
През 1898 г., когато прави първото си пътешествие извън Русия, рисува много етюди, посветени главно на историческите и архитектурните паметници – „Останки от двореца на Август“, „Храмът на Херкулес“, „Колоната на Фока във Форума“ и още много. През 1912 г., заедно със семейството си, прави второ пътуване извън граница и обикаля северните италиански езера и Швейцария. При него той обръща много по-голямо внимание на природата в тези страни и създава доста живописни пейзажи – „В Алпите“, „Флоренция“, „На езерото Комо“, „Долината Лаутербрунен“, „Юнгфрау“ и други.
Между 1903 и 1907 г. художникът всяко лято гостува в живописна приятелска усадба, близо до град Клин. Там той създава голямо количество етюди и картини, изпълнени с широки мазки в свободен маниер. Платната са ярки и пълни с оптимизъм – „В сянката на липите“, „В двора на църквата“, „Заколоченный дом“, „Царското езерце“, „Пътят през Зверинец“, „Демяновската църква и енорийското училище“.
През последните години от живота си рисува почти само градски пейзажи – „Ротондата Миловида в Найденовския парк“, „Сградата на бившето Археологическо общество в Берсеневка“, „Църквата на Възнесението“, „Портата на кулата Часозвоня“. Към тази група принадлежи и последната му картина „Шумът на стария парк“ (1926).
В Мемориалния музей на Аполинарий Васнецов е изложена серията акварели „Моята Родина“, създадена 1918 – 1919 г. Изпълнени са с въглен и мек молив и дава представа за местата, където израстват братя Васнецови – „Рябово. Началото на май“, „Нашият дом“, „Есен в Рябово. Поглед през прозореца на трапезарията“, „Подготовка за новогодишния панаир“, „Банята през зимата“ и други.

### Историческа живопис
В края на 18 век, под въздействието на любовта към красотата на стария бит и историческите паметници на Москва, в творчеството на художника възниква нов жанр, на който той става един от основоположниците. Това е оригинално и специфично направление в руската живопис, особен тип историко-битов пейзаж, пресъздаващ облика на древни руски градове на базата на исторически документи и археологически данни. В тях Васнецов се старае да възроди облика на допетровска Москва. По тази тема започват работа и други художници от неговото обкръжение като Андрей Рябушкин и Сергей Иванов. Като познавач на старинната руска архитектура обаче, художникът няма равен на себе си. Васнецов рисува голям цикъл от исторически платна, в които живее духът на древната Киевска Рус и стара Москва.
Създаденият от него цикъл произведения, посветени на миналото на града, може да се раздели на две групи. Първата представя големи живописни платна, а към втората се отнасят многочислени графични творби. Основната част от графиките е правена през 1920-те години и е предназначена за Музея на историята и реконструкцията на Москва. Това са неголеми по размер произведения, за създаването на които художникът смесва няколко техники – работа върху хартиена основа с молив, въглен, бяла минерална боя и акварел.(6)
Художникът се отнася изключително добросъвестно към идеята за изобразяване облика на стара Москва. Заема се много сериозно с изучаване на историята и археологията на столицата и плана на стария град. Събира нужния му графичен материал в библиотеки и музеи, изпълвайки албуми със скици. Даже се издига с балон над града и прави скици от птичи поглед.
Най-ранните си московски етюди създава през 1879 г. – „Кримският мост“ и „Кремъл и храма на Спасителя, погледнати откъм парка в Нескучное“. В тях все още си личи влиянието на един от основоположниците на градския пейзаж Фьодор Алексеев и особено на пейзажиста Максим Воробьов. Най-ранното му произведение на тази тема е „Московският Кремъл. Събори“, рисувана през 1894 г. от прозореца на дома му в Замоскворечието.
Много от историческите рисунки на Васнецов и особено късните му произведения, са изпълнени със смесена техника. Използва съчетанието на въглен, туш, акварел и т.нар. италиански молив – обработени черни глинести шисти или пресовани сажди, смесени с лепило. В началото на 20 век тези материали все по-често се ползват и от други художници като Валентин Серов и Александър Беноа.
Васнецов се потапя с удоволствие в почти приказната оригиналност на стара Москва, като създава многобройни маслени платна и акварели – „Улица в Китайския град. Началото на 17 век“ (1900), „Москворецкият мост и Водната порта. Средата на 17 век“ (1900), „Каменният мост на Вси светии. Краят на 17 век“ (1901). През 1903 г. рисува акварела „Улична ограда. Нощ“, където изобразява замръзналия в зимната нощ град с улици и постройки, дървени огради, обляни в студената лунна светлина и мрачните силуети на стражата, които навяват болезнено тревожни чувства. Платното „Куриери. Ранно утро в Кремъл. Началото на 17 век“, рисувана през 1913, пресъздава драматичната атмосфера на Смутните времена в Русия, обезсилена от междуособици, феодални вражди, самозванци и чужди нашественици.
Рисува и градски пейзажи от Москва, в началото на създаването ѝ – „Основаване на Москва. Строеж на първите Кремълски стени от Юрий Долгорукий през 1156“ (1917) и на града през 14 – 16 век – „Московският Кремъл при Иван Калита. Средата на 14 век“ (1921), „Московският Кремъл при Иван III. Началото на 16 век“ (1921), „Московският Кремъл при Димитър Донски“ (1922). Изобразява любимия град като мирен – „Площад „Иван Велики“ в Москва от 17 век“ (1903) и като трагичен и страшен – „Московската стена на изтезанията“ (1912).
През 1925 г., почти в края на живота си, Васенцов рисува „Червеният площад през втората половина на 17 век“. В това платно събира резултата от творчеството си и придобитите с труд знания за стара Москва. Градът е пресъздаден в ярък слънчев ден, настроението на картината е празнично и оптимистично и изразява надеждите на самия художник за бъдещето на столицата.

### Илюстрации
През 1880 – 1890-те години се издържа с рисунки, които публикува в списанията „Живописно обозрение“, „Световна илюстрация“ и други. Работи за тях до 1886 г. Едни от най-успешните му композиции е „Руска зима“ (1883), в която правдиво изобразява типични сцени от живота в руското село. В „Коледа“ рисува гадаенето на момичетата по време на празника и тълпата маскирани хора. С голямо майсторство сътворява образите на руската тройка и пързалящите се по снега шейни – „Широкая масленица“. С прекрасно настроение предава пустинните северни простори – „В далечния Север“, засипано от сняг село – „Царството на снега“, минаваща единична каруца, съпровождана от гладни вълци – „Северна нощ“, тъжното движение на редица каруци, отправили се на далечен път – „На далечен път“.
При сътрудничеството си със списанията, освен рисунки, Васнецов изпраща и ръкописи на свои разкази. През 1885 г. е публикуван разказа „Коледа на село (Глашенка)“ с илюстрации от автора. В него художникът цитира текстовете на голямо количество народни песни и описания на игри, събрани от него.
През 1891 г. Васнецов прави илюстрациите за „Песен за търговеца Калашников“ за юбилейно издание на съчиненията на Михаил Лермонтов. Там за първи път работи над облика на стара Москва. Прави няколко рисунки по темата – „Москва през 16 век. Поглед към Кремъл от Замоскворечието“, „Връщането на Иван Грозни от борбата на Москва река между Калашников и Кирибеевич“ и „Червеният площад“. Първата от тях е изложена в Третяковската галерия.

### Театрална дейност
Като много други водещи художници от тази епоха, Васнецов активно работи и за театъра. За първи път се сблъсква с театралното творчество още през 1880-те в Абрамцево, когато заедно с други членове на Мамонтовския кръжок рисува декори за „живите картини“ при домашните спектакли.
През 1897 г. Сава Мамонтов кани художника да се заеме с декора на постановката „Хованщина“ от Модест Мусоргски в Московската частна опера. Сюжетът от руската история от края на 17 век изисква от Васнецов точно възпроизвеждане на историческата и археологческа среда от онова време. След успеха с „Хованщина“ прави декорите за „Иван Сусанин“ за същата частна опера. По-късно получава поръчки и от други оперни театри за спектакли с руска историческа тематика. Едно от най-добрите му постижения в тази област са декорите за операта „Сказание за невидимия град Китеж и девицата Феврония“ от Николай Римски-Корсаков. Постановката е осъществена през 1908 г. в Болшой театър, Москва.
Репертоарът на всички спектакли, за които работи Васнецов, е тясно свързан с живота и бита на руския народ, фолклора и героичното минало. Художникът подготвя още декорите на оперните постановки „Садко“ и „Царска невеста“ на Римски-Корсаков. Първата е поставена в Мариинския театър, а втората – в Народния театър. През 1911 г. прави декори за частната опера на Сергей Зимин за „Опричник“ на Чайковски, през 1914 – за финалната сцена на „Иван Сусанин“ за Болшой театър. За Народния градски театър изпълнява декорите и ескизите за костюмите за спектаклите „Търговецът Калашников“, „Съдът на Шемяка“, „Бежина поляна“.

### Архитектурни проекти
В началото на 20 век Васнецов разработва няколко архитектурни проекта на обществени и църковни сгради. Характерно за тях е наличието на черти от древноруската архитектура, изучена много добре от художника. През 1907 получава първа награда от Московското архитектурно общество за проект на жилищна сграда, изпълнен по мотиви на руската архитектура от 17 век.
През 1912 г. участва в конкурс за проект на нова сграда на Московското училище за живопис, скулптура и архитектура. При проектиране на фасадата художникът използва архитектурни детайли от строителството във Владимирско-Суздалското княжество от 12 век. Сградата има импозантен външен вид, подобаващ за „храм на изкуството“, просторни, светли ателиета, изложбена зала с горно осветление и т.н.

## Педагогическа дейност
През 1901 г., благодарение на натрупания опит и дълга практика, художникът е поканен на работа в Московското училище за живопис, скулптура и архитектура. Като преподавател по живопис той заема мястото на починалия Исак Левитан. Васнецов продължава да преподава там в продължение на 17 години. Сред неговите ученици са Сергей Герасимов, Василий Мешков, Борис Яковлев, Василий Крайньов, Владимир Щраних и някои други, които впоследствие стават известни художници.

## Памет
През 1965 г., в къщата, където Васнецов прекарва последните 30 години от живота си, е открит мемориален музей. Освен всичко останало, в него са събрани уникални материали, илюстриращи творчеството и работата му в организацията „Стара Москва“.
През 1981 г. в Рябово, родното село на художника е открита къща-музей на Виктор и Аполинарий Васнецови, а около 10 години по-късно в имението е поставен паметник в тяхна чест.
- Живопис
- Кремъл (1892)
- Пристигането на вестители в Кремъл (1892)
- Московският Кремъл (1897)
- Улица в Китайския град. Началото на 17 век (1900)
- Ротондата Миловида в Найденовския парк (1920-те)
- Сградата на бившето Археологическо общество в Берсеневка (1923)

- Рисунки с молив, въглен, бяла минерална боя и акварел
- Кремъл при Иван Калита (19 век)
- Скоморохи (1904)
- Княжески двор, 13 – 14 век (1908)
- Новгородският пазар (1909)
- Псковското вече (1909)
- Московската стена на изтезанията (1912)
- В обсада. Троицкият мост и кулата Кутафя (1915)
- Кремъл при Иван III (1921)
- Московският Кремъл при Дмитрий Донски (1922)
- Червеният площад през втората половина на 17 век (1925)
- Улично движение на Воскресенския мост през 18 век (1926)
- Москва по времето на Иван Грозни. Червеният площад